# Corbin City
Corbin City – miasto w Stanach Zjednoczonych, w stanie New Jersey, w hrabstwie Atlantic.